# Spider-Man 2 (гра 2004)
Spider-Man 2 (з англ. «Людина-павук 2») — комп'ютерна гра в жанрі екшен, за мотивами фільму " Людина-павук 2 ", випущена компанією Treyarch і видана Activision в 2004 році.
Друга гра в трійці ігор: «Spider-Man: The Movie Game» (2001) — «Spider-Man 2» (2004) — «Spider-Man 3» (2007), заснованих на кінотрилогії 2000-х (трилогія Сема Реймі).
Під час озвучування гри використовувалися голоси таких акторів як Кірстен Данст, Альфред Моліна та Тобі Магуайр .
Платформи: PlayStation 2, Xbox, GameCube, PC, PlayStation Portable .

## Ігровий процес
У ході гри головний герой — нью-йоркський супер-герой Людина-Павук бореться зі злочинцем Отто Октавіусом .
Більшість ігрових механік для версії на PSP взято зі Spider-Man: The Movie Game .
Гравці можуть повторити багато «фірмових» прийомів Людини-Павука та використати багато навичок, помічених у фільмі. Ось ці навички:
- Біг по стіні : Людина-павук може бігати по стіні.
- Павуки сенсори :Сенсори допомагають герою в разі небезпеки. Коли сенсори активізовані, інша частина ігрового світу сповільнюється, надаючи герою більше швидкості та спритності, щоб ховатися і нападати.
- Радар — карта збільшення масштабу зображення. Вона забезпечує низхідне представлення міста, зосередженого на Людині-Павуку.

У грі задіяна зручна система керування point-n-click .

### Версія для персональних комп'ютерів
Версія гри для Windows і Mac не є портуванням і являють собою зовсім іншу гру. Активні дії, такі як атака павутинням, удар або розгойдування на павутині робиться за допомогою комп'ютерної миші, коли рух контролюється клавіатурою .

## Сюжет
У Нью-Йорку з'явився новий лиходій — доктор Отто Октавіус, який називає себе Доктором Восьминогом . Він імплантував у своє тіло чотири механічні щупальці, щоб мати можливість контакту із сонячною енергією.
Сюжет гри для ПК дуже відрізняється від основних версій консолі. Спочатку він починається з короткого ролика з основної ігрової консолі, в якій розповідається про те, як доктор Отто Октавіус став Доктором Осмінога через експеримент з реакції синтезу. Потім версія ПК розходиться з консольними версіями за допомогою підручника (оповідач Брюс Кемпбелл), розповідаючи гравцю, як грати Людиною-павуком (т.е. е. розмахування павутиння, сканування стіни, боротьба тощо. буд.).
Там же (в Нью-Йорку) Лікар Октавіус зі своїми помічниками приголомшують охоронців і звільняють кількох бранців, включаючи супер-лиходія — Носорога . Людина-Павук заманює лиходія в енергетичну клітину, поставлену міською поліцією і вже всередині між Павуком та Носорогом відбувається бій. Носоріг все ж таки розриває клітку, люто тікає, але врізається в стовп, який падає на бензоколонку.
Але злий лікар і його банда влаштовують пограбування. Бандити беруть заручників, у тому числі і тітонька Мей, а Восьминіг ховається у підземному сховищі дорогоцінних металів. Людина-павук дістається Октавіуса і перемагає його.
Машину викрав відомий лиходій Пума . Після довгої погоні по місту, битв на вулицях і будівництві, Людина-Павук перемагає Пуму і залишає його висіти, подібно до видобутку павука.
Виявилося, що Восьминіг залучив до цієї справи Носорога, і Павук знову бореться з ним у кріо-камері, де Людина-Павук заморожує Носорога.
Після бою Нью-Йорк перетворився на скупчення літаючих островів-хмарочосів — це витівки Містеріо . Лиходій розставив по всьому Манхеттену генератори ілюзій, що перетворили місто на руїни. Людина-Павук розібралася з ілюзією, зруйнувала генератори і поспішила битися з Містеріо. Лиходій не гаяв часу і побудував гігантську машину. Після перемоги над Містеріо Павук дізнається, що доктор Восьминіг викрав поїзд і попрямував на свою базу, де будує апарат, вирішивши повторити свій експеримент.
Павук знищує охорону бази, пробирається до лігва Дока Ока. Він рятує Мері Джейн і вступає у бій із Доктором Восьминогом. Після перемоги над Осьминогом та порятунку Мері Джейн, доктор вирішує виправитися і рятує місто ціною свого життя.

## Відгуки та критика
Загалом гра була добре прийнята. Оцінки змінювалися залежно від самої платформи. Більшість негативних відгуків було зосереджено на версії для персональних комп'ютерів, оскільки вона дуже відрізнялася від версій для ігрових приставок, спрощуючи весь геймплей загалом.